# Strongyloididae
Strongyloididae är en familj av rundmaskar. Enligt Catalogue of Life ingår Strongyloididae i ordningen Rhabditida, klassen Secernentea, fylumet rundmaskar och riket djur, men enligt Dyntaxa är tillhörigheten istället ordningen Rhabditida, klassen Adenophorea, fylumet rundmaskar och riket djur. Enligt Catalogue of Life omfattar familjen Strongyloididae 4 arter. 
Kladogram enligt Catalogue of Life och Dyntaxa:
| Strongyloididae | \| \| Parastrongyloides \| \| \| \| \| \| Strongyloides \| \| \| \| |
|                 | \| \| Parastrongyloides \| \| \| \| \| \| Strongyloides \| \| \| \| |
|                 | Agfidae                                                             |
|                 |                                                                     |
|                 | Alirhabditidae                                                      |
|                 |                                                                     |
|                 | Alloionematidae                                                     |
|                 |                                                                     |
|                 | Brevibuccidae                                                       |
|                 |                                                                     |
|                 | Bunonematidae                                                       |
|                 |                                                                     |
|                 | Cephalobidae                                                        |
|                 |                                                                     |
|                 | Drilocephalobidae                                                   |
|                 |                                                                     |
|                 | Elaphonematidae                                                     |
|                 |                                                                     |
|                 | Heterohabditidae                                                    |
|                 |                                                                     |
|                 | Heterorhabditidae                                                   |
|                 |                                                                     |
|                 | Odontorhabditidae                                                   |
|                 |                                                                     |
|                 | Ostellidae                                                          |
|                 |                                                                     |
|                 | Panagrolaimidae                                                     |
|                 |                                                                     |
|                 | Pangrolaimidae                                                      |
|                 |                                                                     |
|                 | Pterygorhabditidae                                                  |
|                 |                                                                     |
|                 | Rhabdiasidae                                                        |
|                 |                                                                     |
|                 | Rhabditidae                                                         |
|                 |                                                                     |
|                 | Robertiidae                                                         |
|                 |                                                                     |
|                 | Steinernematidae                                                    |
|                 |                                                                     |
|                 | Syrphonematidae                                                     |
|                 |                                                                     |
|                 | Parastrongyloides                                                   |
|                 |                                                                     |
|                 | Strongyloides                                                       |
|                 |                                                                     |

|  | Parastrongyloides |
|  |                   |
|  | Strongyloides     |
|  |                   |